# Трпимир II
Трпимир II (умро око 935) је био краљ Хрватске од 928. до 935. године.

## Биографија
Трпимир је припадао династији Трпимировића. Вероватно је био син кнеза Мунцимира и млађи брат краља Томислава. Хрватска је током његове владавине била значајан фактор у овом делу Европе. Након смрти бугарског цара Симеона I, Византија више није имала потребе за савезом са Хрватима како би се спречило ширење Бугара ка западу. Хрватски краљ Трпимир је, према "Спису о народима" Константина Порфирогенита, сузбио напад бугарског војсковође Алогоботура 926. године. Ово је, уједно, и једини извор који помиње Трпимира. У 31. глави Списа о народима пише да је архонт Трпимир имао сина Крешимира. Византија је поново овладала својим територијама у теми Далмацији изгубљеним у претходном периоду. Папа Лав VI је 928. године укинуо бискупију у Нину и пребацио бискупа Гргура у Скрадин. Спис о народима бележи да је Хрватска у време Трпимира имала значајну трговачку флоту на Јадранском мору. Трпимир је умро око 925. године. Наследио га је син Крешимир.